# Rosička
Rosička (deutsch Rositschka, auch Rosicka) ist eine Gemeinde in Tschechien. Sie liegt sieben Kilometer südwestlich von Žďár nad Sázavou und gehört zum Okres Žďár nad Sázavou.

## Geographie
Rosička befindet sich südwestlich der Saarer Berge auf einem Höhenrücken in der Böhmisch-Mährischen Höhe. Der böhmische Ort liegt unmittelbar westlich der historischen Grenze zu Mähren und der europäischen Hauptwasserscheide zwischen Elbe und Donau. Im Osten befindet sich der große Teich Matějovský rybník. Nördlich erhebt sich die Židovská (602 m) und im Nordwesten die Rosička (644 m).
Nachbarorte sind Huťský Dvůr und Sázava im Norden, Česká Mez im Nordosten, Budeč im Osten, Matějov im Südosten, Sirákov und Poděšín im Südwesten, Nížkov im Westen sowie Buková, Nové Dvory, Kopanina und Kopaniny im Nordwesten.

## Geschichte
Die erste schriftliche Erwähnung des Dorfes Rozseč erfolgte 1356 als Besitz von Ješek Ptáček von Pirkstein auf Polná.
Nach der Aufhebung der Patrimonialherrschaften bildete Rosička ab 1850 eine Gemeinde im politischen Bezirk Polna. Ab 1880 gehörte das Dorf zum Bezirk Deutschbrod. Im Jahre 1893 kam die Ansiedlung Kopanina zu Rosička. In den 1930er Jahren entstand auf dem Hügel Rosička ein hölzerner Turm, der der Flugsicherung diente. 1949 wurde Velká Losenice dem Okres Žďár nad Sázavou zugeordnet. 1961 erfolgte die Eingemeindung von Sázava und zwischen 1980 und 1990 war Rosička ein Ortsteil von Velká Losenice. Zu Beginn des Jahres 1991 entstand die Gemeinde Rosička.
Die Gemeinde führt ein Wappen, das unter einer die Dietrichsteiner symbolisierenden Bischofmütze eine mit einem abgehauenen Ast gekreuzte Axt zeigt.

## Gemeindegliederung
Für die Gemeinde Rosička sind keine Ortsteile ausgewiesen.

## Sehenswürdigkeiten
- Hügel Rosička mit 42 m hohen Telekommunikationsturm. Das 2001 errichtete Bauwerk besitzt in 24 m Höhe einen Aussichtsperron und ist mit Ausnahme der Wintermonate frei zugänglich.
- Kapelle mit großen Zwiebelglockenturm
- historischer Grenzstein zwischen Böhmen und Mähren, am Abzweig der Straße nach Česká Mez